# 八太郎トンネル

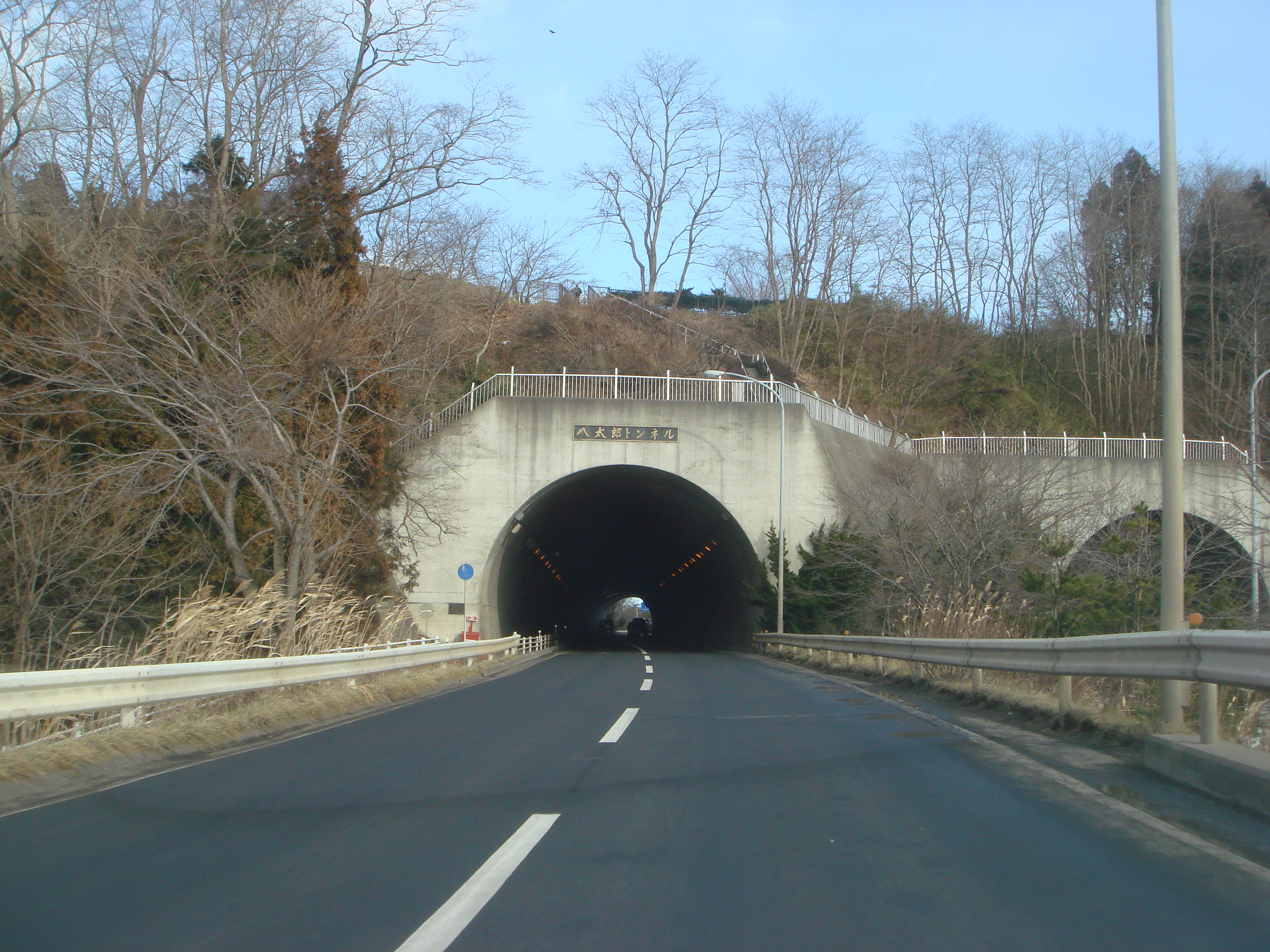
八太郎トンネル

八太郎トンネル（はったろうトンネル）は、青森県八戸市にあるトンネルである。

## 概要
八太郎トンネルは青森県八戸市、大字河原木字八太郎山をくぐる市道のトンネルである。1978年（昭和53年）に着工し、1983年（昭和58年）暫定供用開始され、1985年（昭和60年）全線供用に至る。 
八戸市道3・3・7街路（幅員22m）の一部。4車線道路。八太郎トンネルの真上には八太郎ヶ丘公園がある。

## 参考
- 平成19年4月八戸都市計画図